# Сердарят
„Сердарят“ (на гръцки: „Ὁ Ἁρματωλός“, на български още „Войводата“ или „Арматолосът“) е стихотворение на българския поет и възрожденец от Охрид Григор Пърличев. Стихотворението е написано на гръцки за ежегодния поетичен конкурс в Атина през 1860 г. и донася на Пърличев голямата награда в надпреварата.
Според разказа на Пърличев в автобиографията му, журито на конкурса отбелязва, че поемата „е произведение на чудотворно длато, и че всекий там стих е чист бисер“.
Пърличев сам прави превод на стихотворението си на старобългарски език, но от този превод е запазена само малка част. Цялото стихотворение е преведено за първи път на български в проза през 1895 г. от Георги Баласчев и в стихове от Андрей Германов (1970 г.).

## Сюжет
За тема на стихотворението Пърличев използва мотиви от българския народен епос. В края на XVIII и началото на XIX век в Османската империя върлуват разбойнически групи, още известни като кърджалии. В размирното време местните владетели са назначавали войводи (на турски сердари или кърсердари, на гръцки αρματωλός, арматолоси), понякога и българи, които със свои чети да предпазват мирното население от набезите на разбойническите дружини. Подвизите на някои от тези покровители били описани в народните песни. По времето на Пърличев в Македония била известна песента за „Кузман капитан“, юнак родом от Охридско, който със своята българска дружина успял да убие разбойническите главатари Осман Мура и Дервиш Муча, които тормозели българското население в местността Река, или Дебърца. В стихотворението Пърличев се ограничава само до финалния епизод от историята на Кузман – неговата трагична смърт.
Пърличев не се придържа плътно към народната традиция. В бележка към първото издание на поемата, предназначено за гръцката общественост, пояснява, че местността Река обхваща двадесетина села североизточно от Дебър, Западна Македония, населени от албанци, които единствени в този край запазили православната си вяра, и понасяли страдания под набезите на мюсюлманите.

## Прием
Конкурсната комисия оценява високо поетическите достойнства на поемата и ѝ присъжда първо място, пред новите творби на известния и по-рано увенчан поет Орфанидес и на филолога проф. Вернардакис. Обществеността в Атина е обзета от радост, за това, че се е намерил „втори Омир“, а в печата излизат оценки, че стихотворението е „произведение на чудотворно длето и че всеки стих там е чист бисер“.